# 香川県道223号詫間停車場線
香川県道223号詫間停車場線（かがわけんどう223ごう たくまていしゃじょうせん）は、香川県三豊市を通る一般県道である。

## 概要

### 路線データ
- 起点：香川県三豊市詫間町松崎（予讃線 詫間駅前）
- 終点：香川県三豊市詫間町松崎（JR詫間駅西交差点、香川県道21号丸亀詫間豊浜線終点）
- 総延長：0.1 km

## 地理

### 通過する自治体
- 三豊市

### 交差する道路
| 交差する道路               | 交差する場所 | 交差する場所            |
| -------------------------- | ------------ | ----------------------- |
| 香川県道21号丸亀詫間豊浜線 | 詫間町松崎   | JR詫間駅西交差点 / 終点 |

### 沿線
- JR四国予讃線 詫間駅